# Anton Dreher junior

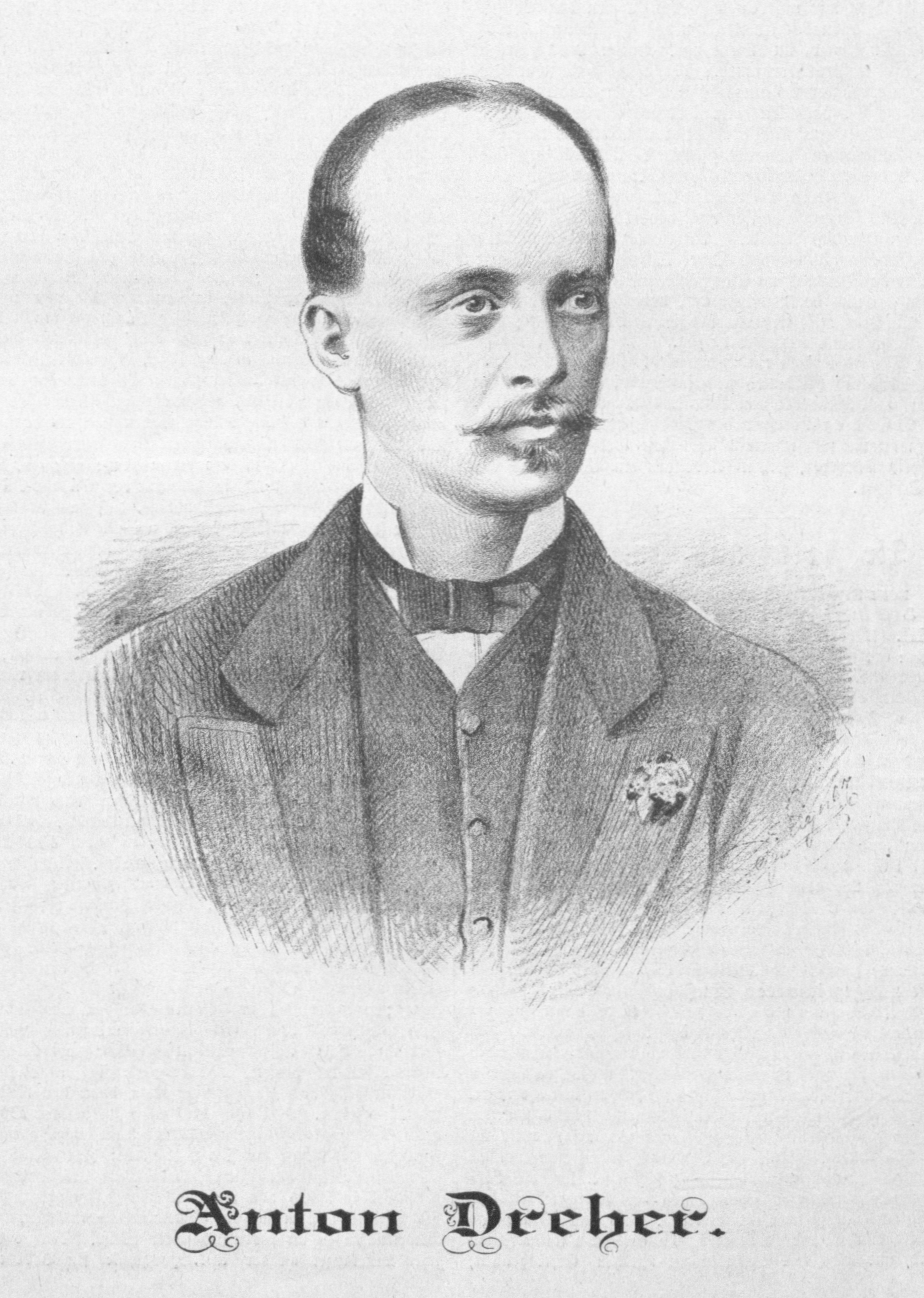
Anton Dreher junior (1888)

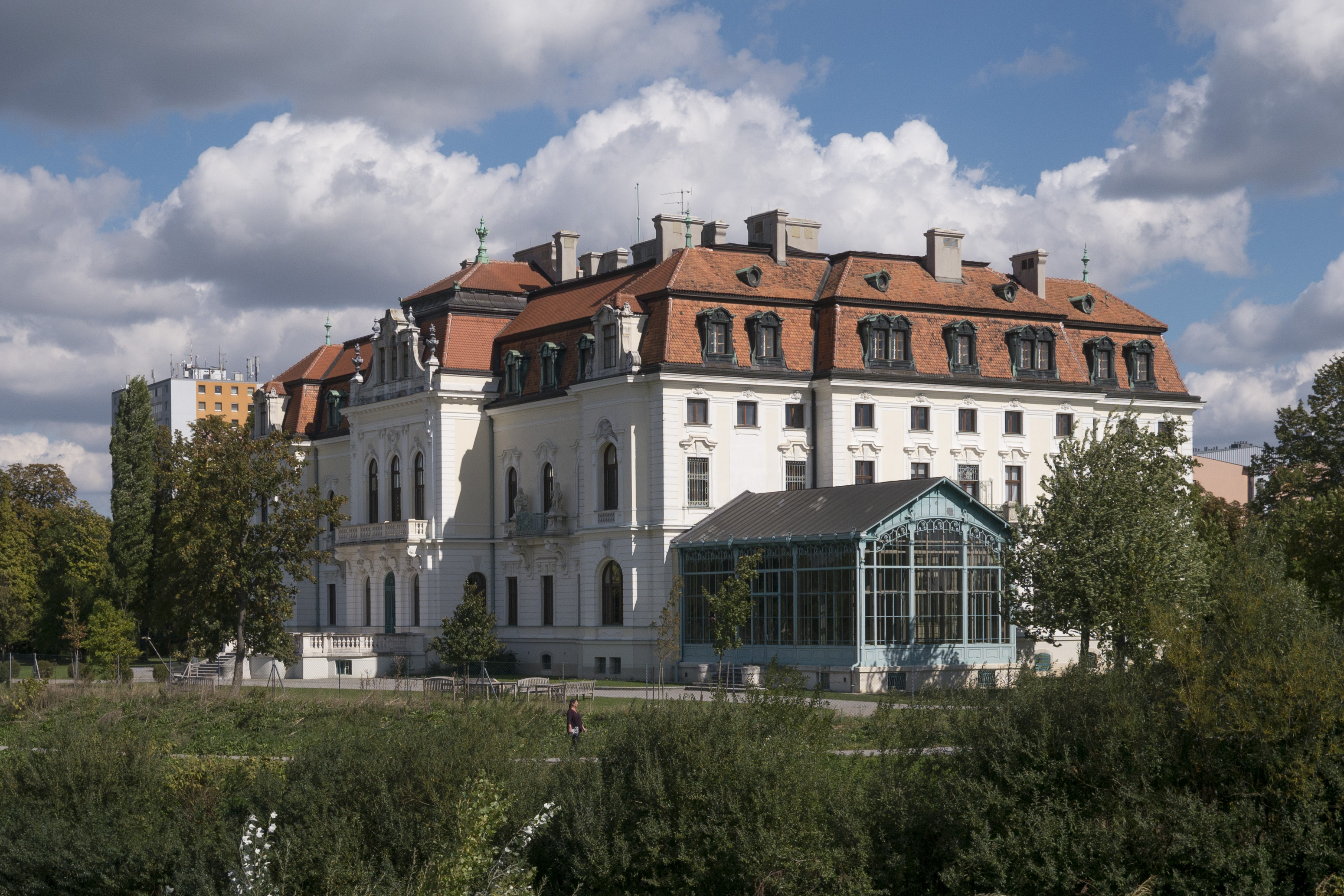
Schloss Altkettenhof bei Schwechat

Anton Dreher junior (eigentlich Carl Anton Maria Dreher; * 21. März 1849 in Wien; † 7. August 1921 in Schwechat bei Wien) war ein österreichischer Brauindustrieller aus der Familie Dreher. Er hat das von seinem Vater Anton Dreher senior erfundene Lagerbier in alle Welt exportiert.

## Biografie

Karikatur zur Vormundschaft Cajetan Felders über Anton Dreher junior (vor 1870)

Nach dem Tod seines Vaters 1863 war der Wiener Advokat und spätere Wiener Bürgermeister Cajetan Felder Vormund des jungen Anton Dreher und leitete die Bauereibetriebe auch bis zu dessen Volljährigkeit.
Anton Dreher junior übernahm 1870 das Brauereiunternehmen und erweiterte es beträchtlich. Er begann auch mit dem Export des Lagerbiers nach Übersee. Dies trug ihm auch den Titel „Wiener Braukaiser“ ein.
1872 kaufte Anton Dreher junior das Schloss Altkettenhof bei Schwechat. Dreher ließ das Schloss 1902 von Architekt Emil Bressler (1847–1921) und dem Schwechater Baumeister Johann Miksch im neobarockenen Stil um etwa 800.000 Österreichische Kronen (ca. 4 Millionen Euro) umbauen. Die Inneneinrichtung wurde vom Wiener Möbelbauer und Innenausstatter Portois & Fix gestaltet. (Nach dem Tod von Anton Dreher im Jahre 1921 wurde das Schloss von seiner Frau Katharina Dreher (1850–1937) bis zu ihrem Tod bewohnt und 1938 entsprechend den Verfügungen ihres Sohnes und einzigen Erben Eugen Dreher an die Stadt Schwechat verschenkt.)
Im milden Winter 1872/73 hatte Anton Dreher junior ein kühltechnisches Problem – er musste das zur Kühlung notwendige Eis aus der Steiermark und aus Galizien mit der Eisenbahn herbeischaffen lassen, was hohe Kosten verursachte. Deshalb förderte er Carl von Linde beim Bau seiner Kältemaschine. 1877 konnte der erste Prototyp einer Kältemaschine in der Dreher-Brauerei in Triest aufgestellt und in Betrieb genommen werden. Anton Dreher war somit der erste Bierbrauer überhaupt, der die künstliche Kellerkühlung einführte.
1897 hatte Anton Dreher die Bierproduktion auf 740.000 Hektoliter gesteigert und damit die Absatzmenge seines Vaters verdoppelt. Die weitere Produktionssteigerung in den Folgejahren führte dazu, dass die Dreher'sche Brauerei zu einer der größten Brauereien der Welt wurde.
1905 wurde die Brauerei in Anton Drehers Brauereien Aktiengesellschaft umgewandelt.
Anton Dreher Junior war ab 1884 Abgeordneter zum Niederösterreichischen Landtag sowie ab 1902, von Kaiser Franz Joseph I. berufen, Mitglied des Herrenhauses des Reichsrats und Präsident des Centralverbandes der Industriellen Österreichs (CVIÖ).
Nach 1900 entstand spürbare Konkurrenz für die Schwechater Brauerei durch die Brauerei Mautner (St. Marx) und die Brauerei seines Schwiegervaters, Meichl (Simmering). 1913 erfolgte die Fusion der Brauerei Schwechat mit der Brauerei St. Marx sowie auch mit der Brauerei Simmering zur Vereinigte Brauereien Schwechat, St. Marx, Simmering – Dreher, Mautner, Meichl AG.
Während des Ersten Weltkriegs wurde der Braubetrieb zwar drastisch eingeschränkt, aber nicht stillgelegt.

## Weiterentwicklung zur Vereinigten Brauereien AG
Nach dem Tod Anton Drehers 1921 wurde dessen damals acht Jahre alter Enkel Oskar Dreher zum Universalerben sowie Majoratsherrn des Hauses Dreher bestimmt; Anton Eugen Dreher (* 1871), Anton Drehers ältester Sohn, wurde zum Präsidenten der Vereinigten Brauereien AG gewählt. Bereits 1925 jedoch verstarb Anton Eugen Dreher, und die Führung des Konzerns wurde von einem Verwandten Anton Eugen Drehers übernommen, der noch 1925 die ihm zugefallenen Aktien der Brauerei zur Gänze an ein Bankenkonsortium verkaufte.
Nach weiteren Fusionen (Übernahmen von Brauereien, z. B. in Hütteldorf, Jedlesee, Waidhofen an der Ybbs) übernahm 1935 die Familie Mautner Markhof die Mehrheit an der Vereinigten Brauereien AG.